# Lily Carter

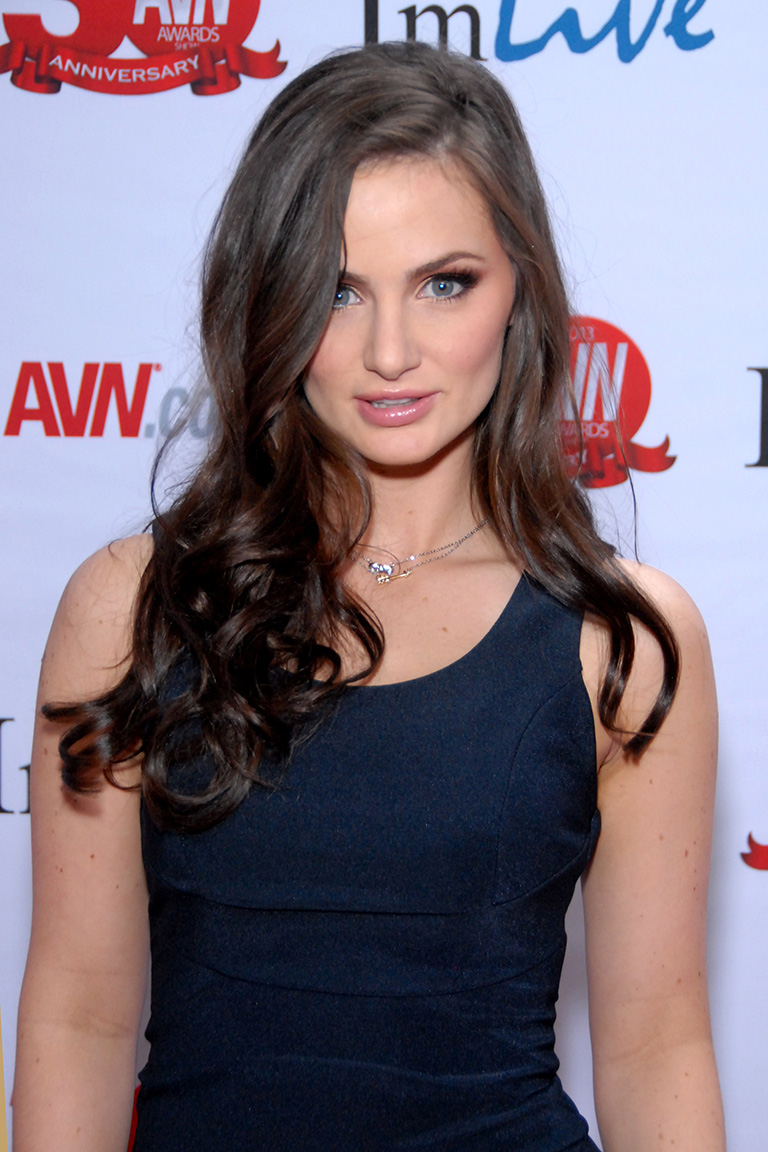
Lily Carter (2013)

Lily Carter (* 15. April 1988 in Yoncalla, Oregon, bürgerlicher Name Nicole Wood) ist eine ehemalige US-amerikanische Pornodarstellerin.

## Leben
Bei der Wahl ihres Künstlernamens fiel die Entscheidung für den Nachnamens Carter aufgrund ihrer Ähnlichkeit mit dem 1970er-Jahre-Sex-Symbol Lynda Carter, das damals die Rolle der Wonder Woman gespielt hatte. Den Vornamen inspirierte die gleichnamige Blume. Lily Carter begann ihre Karriere in der Hardcorebranche im Alter von 20 Jahren als Webcam-Model unter dem Namen „Navaeh“ und hat seitdem für viele große Produktionsstudios (wie beispielsweise Hustler, Digital Sin, Elegant Angel, Brazzers und Naughty America) gedreht.
Nach einigen Teeny- und lesbischen Produktionen wurde sie 2013 angesichts ihrer schauspielerischen Leistungen im Pornospielfilm „Wasteland“ an der Seite von Lily LaBeau mit dem AVN Award und dem XBIZ Award sowie dem XRCO Award als beste Schauspielerin ausgezeichnet.

## Filmografie (Auswahl)
Die Internet Adult Film Database (IAFD) listet 314 Filme bis 2019, in denen sie mitgespielt hat.
- 2010: All Naughty 1, 2
- 2010: Barely Legal 111
- 2010: Bald Beavers 2
- 2010: Cock Sucking Challenge 3
- 2011: Cuties 2
- 2011: Face Fucking Inc. 11
- 2011: Jailbait 8
- 2011: Slut Puppies 5
- 2011: Adventures In Babysitting
- 2011: Fuck a Fan 15
- 2011: Lesbian Babysitters 6: Mile High
- 2011: Lesbian Bridal Stories 5
- 2011: The Yoga Instructor
- 2011: Ultimate Fuck Toy: Riley Reid
- 2012: Blowjob Winner 12
- 2012: Evalutionary 2
- 2012: Spandex Loads 3
- 2012: Lesbian Psycho Dramas 9
- 2012: Lesbian Storytime Theater 1
- 2012: Lily Carter Is Irresistible
- 2012: Performers of the Year 2013
- 2012: Slurpy Throatsluts
- 2012: Wasteland
- 2013: Doing It Delicately
- 2013: Going Solo
- 2013: Gushing With Passion
- 2013: Lily The Anal Queen
- 2014: Deep In The Pussy 2
- 2014: Getting Slammed 2
- 2014: Fantasy One HD 9, 15
- 2014: Fantasies Come True 2
- 2014: Lily Carter Wants Hers Before Giving His
- 2014: My Dad's Hot Girlfriend 21
- 2014: My Sister The Cheerleader
- 2014: She's Gonna Squirt 5
- 2014: Tongue Me Down
- 2014: Tonight's Girlfriend 32
- 2014: Women Seeking Women 101
- 2015: Gimme That Dick 1
- 2016: Interracial Cravings 2
- 2016: Naughty Stepsisters
- 2016: Only For Tonight
- 2016: Rubbin' The Nub 3
- 2016: Titillating Petites Need to Fuck
- 2017: Pornstar Solos 2
- 2018: Fill Me with Cum
- 2019: Horny and All Alone 4
- 2019: Legal Porno MA114

### Sonstige
- Teens Like It Big 10, 12
- Lesbian Slumber Party 2: Lesbians in Training
- Lesbian Workout
- Please Make Me Lesbian! 1–8

## Auszeichnungen
| Jahr | Preis          | Award                                                                                     | Film      |
| ---- | -------------- | ----------------------------------------------------------------------------------------- | --------- |
| 2010 | CAVR Award     | Debutante of the Year                                                                     |           |
| 2012 | AEBN VOD Award | Best Newcomer                                                                             |           |
| 2013 | AVN Award      | Best Actress                                                                              | Wasteland |
| 2013 | XCritic        | Fans Choice Award – Best Actress                                                          | Wasteland |
| 2013 | XBIZ Award     | Best Actress (zusammen mit Lily LaBeau)                                                   | Wasteland |
| 2013 | XBIZ Award     | Best Scene (zusammen mit Lily LaBeau, Mick Blue, Ramon Nomar, David Perry und Toni Ribas) | Wasteland |
| 2013 | XRCO Award     | Best Actress                                                                              | Wasteland |
| 2013 | XRCO Award     | Cream Dream                                                                               |           |